# 国際度量衡局
座標: 北緯48度49分45.55秒 東経2度13分12.64秒 / 北緯48.8293194度 東経2.2201778度
国際度量衡局（こくさいどりょうこうきょく、仏: Bureau international des poids et mesures; BIPM）は、国際的な標準化団体であり、メートル条約に基づきメートル法（国際単位系 (SI)）を維持するために発足した3つの組織のうちの1つである。なお、他の2つの組織は、国際度量衡総会 (CGPM) と国際度量衡委員会 (CIPM) である。

## 歴史
国際度量衡局は、メートル条約に基づいて1875年5月20日に設立された。フランス・オー＝ド＝セーヌ県・セーヴルのセーヌ河畔にあるパヴィヨン・ド・ブルトゥイユに本部を置く。この建物は1876年にフランス政府から提供を受けたもので、敷地面積は4.35ヘクタール（当初は2.52ヘクタール）である。敷地内は、1970年9月9日デクレ70-820号により治外法権が認められている。

## 機能
国際度量衡局は国際度量衡委員会 (CIPM) の管理下にあり、国際度量衡委員会の事務局兼研究所として置かれている。国際度量衡局の目的は、世界中で一つの一貫性のある単位系（すなわち国際単位系 (SI)）を実現するための基礎を提供することである。そのために、施設内の計測学の研究所と、条約加盟国の国立計測学研究所をメンバーとする一連の諮問委員会を有している。また、国家測定標準の国際的な相互比較を行い、加盟国のために較正を実行する。
国際度量衡局には、正確な世界時を維持するための重要な役割がある。世界中の加盟国の原子時間標準を結合・分析・平均して、1つの公式の協定世界時 (UTC) を作り出している。
国際度量衡局の原器庫には国際キログラム原器が保管されている。なお、1960年の国際度量衡総会 (CGPM) において、メートルの定義をメートル原器で行わないことが決議されたが、同時に、国際メートル原器をそれまで通りに国際度量衡局に保管することも決議されている。
国際度量衡局の活動や財務は、条約の加盟国の共同で行われる。常勤の職員は約70名で、予算は約1000万ユーロである。

## 国際度量衡局の歴代局長

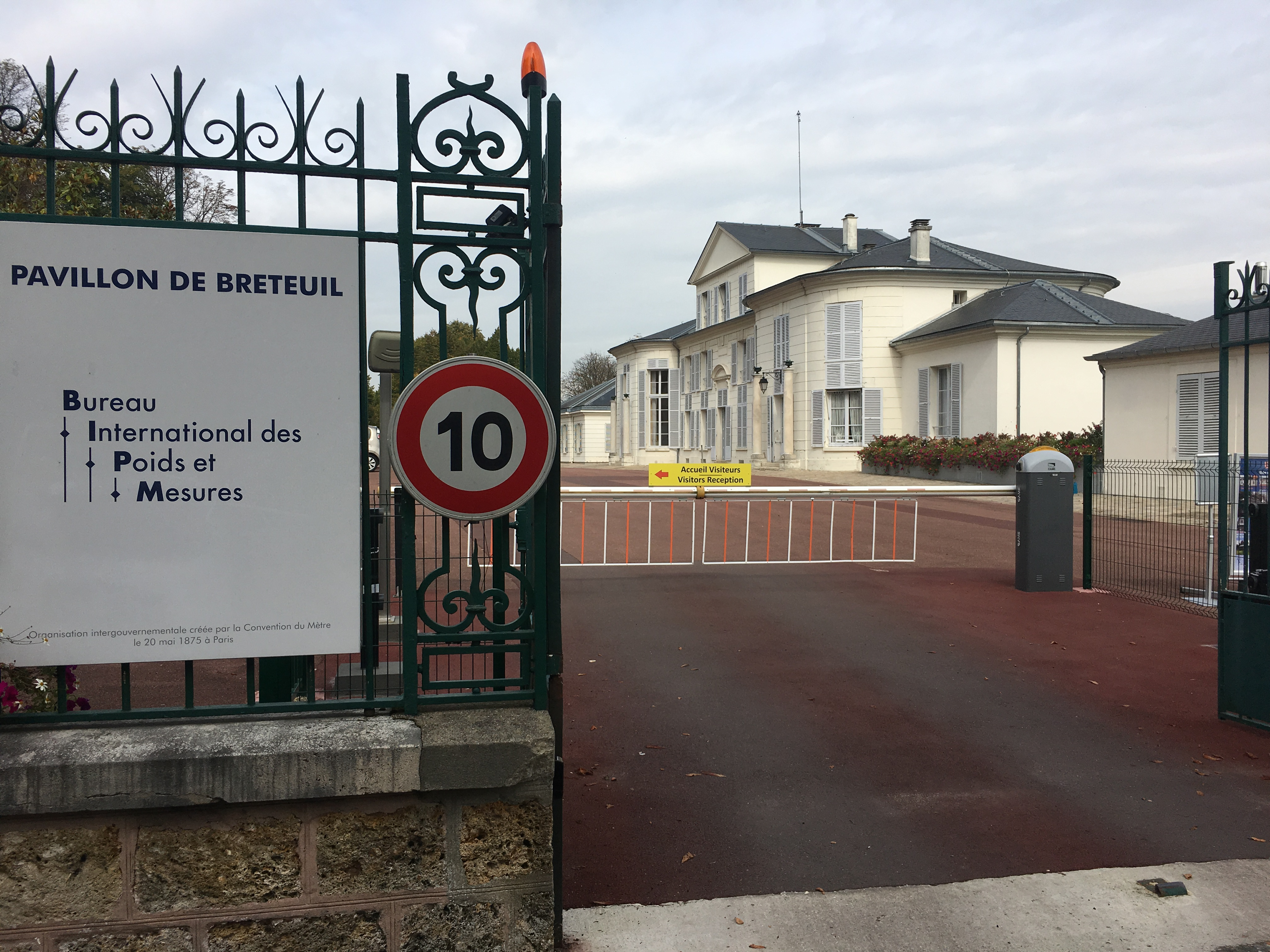
国際度量衡局本部があるパヴィヨン・ド・ブルトゥイユ

国際度量衡局発足以来の歴代局長は、以下の通りである。
- 1875年–1877年  Gilbert Govi（ イタリア）
- 1877年–1879年  J. Pernet（ スイス）
- 1879年–1889年  Ole Jacob Broch（ ノルウェー）
- 1889年–1915年  J.-René Benoît（ フランス）
- 1915年–1936年  Charles Édouard Guillaume（ スイス）
- 1936年–1951年  Albert Pérard（ フランス）
- 1951年–1961年  Charles Volet（ スイス）
- 1962年–1977年  Jean Terrien（ フランス）
- 1978年–1988年  Pierre Giacomo（ フランス）
- 1988年–2003年  Terry J. Quinn, CBE FRS（ イギリス）
- 2004年–2010年  Andrew J. Wallard（ イギリス）
- 2011年–2012年  Michael Kühne（ ドイツ）
- 2013年–      Martin J.T. Milton（ イギリス）[7]